# Скіт Ульріх
Скіт Ульріх (англ. Skeet Ulrich), справжнє ім'я Браян Рей Траут (англ. Bryan Ray Trout; нар. 20 січня 1970, Лінчберг, Вірджинія, США) — американський актор, найбільше відомий по ролях фільмах 1990-х, таких як Біллі Луміс у фільмі жахів «Крик» (1996) та Кріса Гукера у паранормальному фільмі жахів «Чаклунство» (1996). Телевізійні ролі включають Пола Келлана у короткій драмі каналу ABC Miracles, Джонстона Джейкоба «Джейка» Ґріна молодшого у постапокаліптичній драмі Єрихон, детектива поліції Лос-Анджелесу і колишнього морського піхотинця Рекса Вінтерса у Law & Order: LA. Із 2017 грає роль Еф. Пі. Джонса у підлітковій драмі «Рівердейл».

## Раннє життя
Народився 20 січня 1970 у Лінчбергу, Вірджинія, США. Виріс у Конкорді, Північна Кароліна, де його виховувала його матір, Каролін Елейн Векс (уроджена Рудд), яка володіє маркетинговим агентством особливих подій Sports Management Group. Батько Ульріха власник ресторану. Перший вітчим, Ді. Кей. Ульріх, гонщик NASCAR та власник спортивної команди. Другий вітчим, Едвард Льюїс Векс. Сам Скіт Ульріх вважає своїм батьком Ді. Кей. Ульріха.
Ульріх розповідав, що у 6-річному віці їх батько викрав його і його брата, і вони провели наступні три роки свого життя переїжджаючи із Флориди до Нью-Йорку, а потім до Пенсільванії. Після того, як батько остаточно пропав із життя братів, вони повернулися до своєї матері у Північну Кароліну.
Із дитинства має проблеми зі здоров'ям, включаючи численні пневмонії; у віці 10 років пройшов через відкриту операцію на серці, аби усунути дефект на шлуночку. Закінчив Вищу школу Нортвест Кабаррус. Після зарахування до Університету Північної Кароліни у Вілмінгтоні, де він мав вивчати морську біологію, Ульріх перевівся до Нью-Йоркського університету.

## Кар'єра
У його ранніх появах на екрані його не зазначали у титрах фільмів «Вікенд у Берні» та «Черепашки-ніндзя». Після приєднання до Atlantic Theater Company як учня, Ульріх виступав з групою, в якій його помітила директорка Стейсі Кохрам. Вона відправила його в CBS Schoolbreak Special. З її допомогою у 1996 році він отримав свою першу помітну роль необтесаного бойфренда Вайнони Райдер у фільмі «Хлопці». Цього ж року він з'явився у фільмі «Чаклунство» разом з Нів Кемпбелл. Разом з нею він знявся у слешері Веса Крейвена «Крик», що вийшов пізніше цього ж року, саме цей фільм зробив його популярним. 1998 року він знявся у фільмі «Брати Ньютони». Також Ульріх знявся разом з Кубою Губінгом-молодшим у фільмі «Фактор холоду». Він мав невелику роль емоційно-суперечливого гея-жиголо у фільмі «Краще не буває» (разом зі своїм партнером по «Крику» актором Джеймі Кеннеді). Він знявся в ролі Ювеналія, молодої людини зі стигматами, а потім виліковується, у фільмі Пола Шредера «Дотик», він також з'явився у фільмі «Поїздка до диявола», драмі режисера Енга Лі про Громадянській війні в США.  2000 року він зіграв комп'ютерного хакера Кевіна Митника у фільмі «Злом».
На телебаченні Ульріх знявся в недовгому серіалі ABC "Диво" та з'явився у мінісеріалі «На захід». 2005 року зіграв разом з Кері Расселл у фільмі «Звичайна магія». Також отримав роль Джека Гріна в серіалі «Єрихон», прем'єра якого відбулася 20 вересня 2006 року, показ тривав до 25 березня 2008 року.
Як запрошена зірка з'явився у серіалі «Місце злочину: Нью-Йорк» у ролі складного та глибоко стривоженого вбивці. Трансляція епізоду відбулась 7 жовтня 2009 року.
А починаючи з 2017 року, Ульріх виконує роль Еф Пі Джонса у серіалі «Рівердейл».

## Особисте життя
У 1997 Ульріх одружився із англійською акторкою Джоржиною Кейтс, із якою познайомився на вечірці Academy Awards. Пара має двійню: сина Джейкоба Ділана та Найю Роуз, які народилися у 2001. Ульріх та Кейтс подали на розлучення у 2005.
У 2012 Ульріх одружився із Амелією Джексон-Грей. Пара розлучилася у 2015. У 2016 Ульріх заручився із моделлю Роуз Костою, але пара розійшлася у листопаді 2017.
Протягом життя Ульріх присвячує багато вільного часу будівництву речей із дерева, таких як будиночки на дереві та меблі.

## Фільмографія

### Кінофільми
| Рік  |   | Українська назва        | Оригінальна назва            | Роль                         |
| ---- | - | ----------------------- | ---------------------------- | ---------------------------- |
| 1989 | ф | Вікенд у Берні          | Weekend at Bernie's          | массовка                     |
| 1989 | ф | Чаттахучи               | Chattahoochee                | массовка                     |
| 1990 | ф | Усі у виграші           | Everybody Wins               | массовка                     |
| 1990 | ф | Черепашки-ніндзя        | Teenage Mutant Ninja Turtles | бандит                       |
| 1996 | ф | Чаклунство              | The Craft                    | Кріс Гукер                   |
| 1996 | ф | Останній танець         | Last Dance                   | Біллі                        |
| 1996 | ф | Хлопці                  | The Craft                    | Бад Валентайн                |
| 1996 | ф | Альбіно Алігатор        | Albino Alligator             | Денні Будро                  |
| 1996 | ф | Крик                    | Scream                       | Біллі Луміс                  |
| 1997 | ф | Краще не буває          | As Good as It Gets           | Вінсент Лопіано              |
| 1997 | ф | Дотик                   | Touch                        | Джувенал / Чарлі Лоусон      |
| 1998 | ф | Брати Ньютони           | The Newton Boys              | Джо Ньютон                   |
| 1999 | ф | Фактор холоду           | Chill Factor                 | Тім Мейсон                   |
| 1999 | ф | Гонитва з дияволом      | Ride with the Devil          | Джек Булл Чилі               |
| 2000 | ф | Крик 3                  | Scream 3                     | Біллі Луміс (архівні записи) |
| 2000 | ф | Злом                    | Track Down                   | Кевін Митник                 |
| 2001 | ф | Немовля на прогулянці 2 | Nobody's Baby                | Біллі Редін                  |
| 2001 | ф | Душа вбивці             | Soul Assassin                | Кевін Берк                   |
| 2001 | ф | Сніговий Гонщик         | Kevin of the North           | Кевін Менлі                  |
| 2009 | ф | Продається власником    | For Sale by Owner            | Джуніор                      |
| 2009 | ф | Інкасатор               | Armored                      | Доббс                        |
| 2017 | ф |                         | Austin Found                 | Біллі Фонтейн                |
| 2018 | ф |                         | Escape Room                  | Брайс Кобб                   |
| 2022 | ф | Крик                    | Scream                       | Біллі Луміс                  |
| 2022 | ф | Кров                    | Blood                        | Патрік                       |
| 2023 | ф | Крик 6                  | Scream VI                    | Біллі Луміс (камео)          |
| 2023 | ф | Суперсмерч              | Supercell                    | Рой Кемерон                  |
| 2025 | ф | П'ять ночей у Фредді 2  | Five Nights at Freddy's 2    | Генрі Емілі                  |

### Телебачення
| Рік       |    | Українська назва                    | Оригінальна назва                 | Роль                                      |
| --------- | -- | ----------------------------------- | --------------------------------- | ----------------------------------------- |
| 1994      | с  |                                     | CBS Schoolbreak Special           | Вінні ДіФаціо (Епізод: «Same Difference») |
| 1998      | тф | Солдатська кохана                   | A Soldier's Sweetheart            | Марк Фоссі                                |
| 2003      | с  | Чудеса                              | Miracles                          | Пол Каллен (13 епізодів)                  |
| 2005      | тф | Магія звичайних днів                | The Magic of Ordinary Days        | Рей Сінглтон                              |
| 2005      | с  | На Захід                            | Into the West                     | Джетро Вілер (3 епізоди)                  |
| 2006—2008 | с  | Єрихон                              | Jericho                           | Джейк Грін (29 епізодів)                  |
| 2007—2021 | мс | Робоцип                             | Robot Chicken                     | різні ролі (10 епізодів)                  |
| 2009      | с  | Місце злочину: Нью-Йорк             | CSI: NY                           | Холліс Екхарт (3 епізоди)                 |
| 2010      | с  | Закон і порядок: Спеціальний корпус | Law & Order: Special Victims Unit | Рекс Вінтерс (Епізод: «Behave»)           |
| 2010—2011 | с  | Закон і порядок: Лос-Анджелес       | Law & Order: LA                   | Рекс Вінтерс (14 епізодів)                |
| 2015—2016 | с  | Незабутнє                           | Unforgettable                     | Едді Мартін (2 епізоди)                   |
| 2017—2021 | с  | Рівердейл                           | Riverdale                         | Еф Пі Джонс II (64 епізоди)               |
| 2020      | с  |                                     | #FreeRayshawn                     | сержант Майк Траут (15 епізодів)          |
| 2024      | с  |                                     | Parish                            | Колін Бруссар (6 епізодів)                |

### Відеоігри
| Рік  |    | Українська назва             | Оригінальна назва            | Роль        |
| ---- | -- | ---------------------------- | ---------------------------- | ----------- |
| 2024 | вг | The Texas Chain Saw Massacre | The Texas Chain Saw Massacre | Вайатт Данн |

## Нагороди та номінації
| Рік  | Нагорода                                       | Категорія                                      | Результат | Робота                     |
| ---- | ---------------------------------------------- | ---------------------------------------------- | --------- | -------------------------- |
| 1997 | Сатурн                                         | Найкраща чоловіча роль другого плану           | Номінація | Крик                       |
| 2006 | Character and Morality in Entertainment Awards | Character and Morality in Entertainment Awards | Перемога  | The Magic of Ordinary Days |
| 2006 | Western Heritage Awards                        | Television Feature Film                        | Перемога  | Into the West              |